# Den oförliknelige Jeeves
Den oförliknelige Jeeves är en novellsamling av P.G. Wodehouse, utgiven i England 1923 med titeln The Inimitable Jeeves, och i USA samma år med titeln Jeeves. Samlingen är författarens första med enbart Jeeves och Wooster-noveller. Historierna hade tidigare publicerats i The Strand Magazine och The Cosmopolitan åren 1918–1922. Boken översattes till svenska av Kerstin Wimnell och utgavs på Skoglunds bokförlag 1931. Några av historierna återfinns också i samlingen Alla tiders Wodehouse från 1950, och stora delar av innehållet ingår i Den oumbärlige Jeeves från 1957, i båda fallen i översättning av Birgitta Hammar. Hammars översättningar samlades i en nyutgåva av boken för Bonniers delfinserie 1960, då med titeln Den oefterhärmlige Jeeves. Alla historierna är fristående men sammankopplade, vilket gör boken till ett mellanting av roman och novellsamling.

## Innehåll

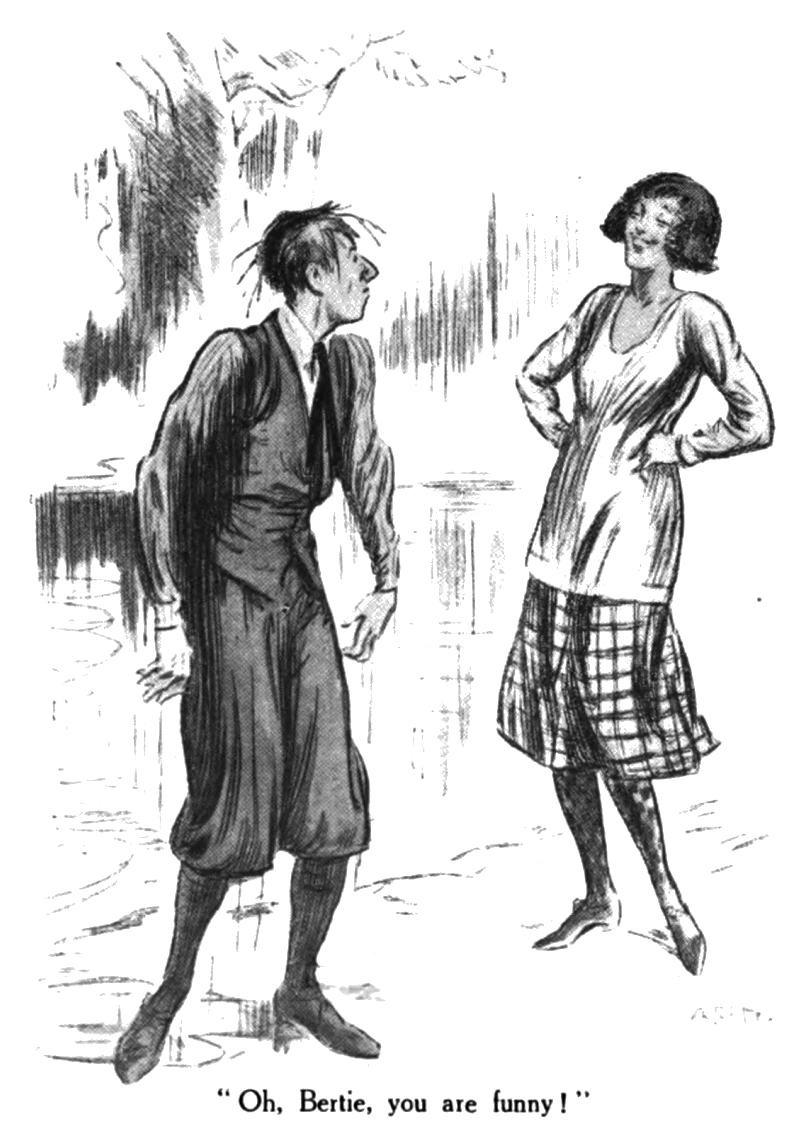
Bertie Wooster och Honoria Glossop i "Hjältens belöning"

Samlingen består av elva historier varav sju är uppdelade i två kapitel med egna titelrubriker (Wimnells översättning):
- Kapitlen "Jeeves piggar upp hjärnsubstansen" och "Inga bröllopsklockor för Bingo"
- Kapitlen "Faster Agatha tager bladet från munnen" och "Pärlor betyda tårar"
- Kapitlen "Familjestoltheten får en knäck" och "Hjältens belöning"
- Kapitlen "Vari Claude och Eustace göra sitt inträde" och "Sir Roderick kommer till lunchen"
- Kapitlen "Ett introduktionsbrev" och "En hisspojke med smak"
- Kapitlen "Kamrat Bingo" och "Bingo har otur"
- "Den stora handicapen"
- "Kapplöpningssportens renhårighet"
- "En fläkt av storstaden"
- "Claude och Eustace uppskjuta avresan"
- Kapitlen "Bingo och den lilla kvinnan" och "När slutet är gott"